# 4854 Edscott
A 4854 Edscott (ideiglenes jelöléssel 1981 ED27) a Naprendszer kisbolygóövében található aszteroida. Schelte J. Bus fedezte fel 1981. március 2-án.